# 九號桑迪穆什鎮區 (北卡羅萊納州麥迪遜縣)
九號桑迪穆什鎮區（英語：Township 9, Sandy Mush）是位於美國北卡羅萊納州麥迪遜縣的一個鎮區。

## 地方資料
九號桑迪穆什鎮區的面積為45.07平方千米，皆為陸地。根據2020年美國人口普查的數據，當地共有人口344人，而人口密度為每平方千米7.63人。